# Sévignacq-Meyracq
Sévignacq-Meyracq (Sevinhac-Meirac nel dialetto del Béarn) è un comune francese di 512 abitanti situato nel dipartimento dei Pirenei Atlantici nella regione della Nuova Aquitania.
Il territorio del comune è bagnato dalla gave d'Ossau.

## Toponimia
Il toponimo Sévignacq apparve sotto le forme: 
- Sevignag (1270, titoli d'Ossau[3]),
- Savinhacum (1286, titoli del Béarn[4]),
- Sebinhac (1385, censimento del Béarn[5]),
- Sebinach (1614, riforma del Béarn[6]),
- Sanctus-Petrus de Sevignacq (1674, diocesi di Oloron[7]),
- Sévignac (1863, dizionario di Paul Raymond[2]).

Il toponimo Meyracq appariva sotto le forme 
- Mayrac (1376, mostra militare del Béarn[8]),
- Sanctus-Saturninus de Meyrac (1607, diocesi di Oloron[7]),
- Meirac (1675, riforma del Béarn[6])
- Meyrac (1863, dizionario di Paul Raymond[2]).

Sévignacq è formato dal nome latino Sabinius e significa "dominio di Sabinius", come Meyracq significa "dominio di Macer"

## Società

### Evoluzione demografica
Abitanti censiti